# سرجو مارکیونه
سرجو مارکیونه (ایتالیایی: Sergio Marchionne؛ زادهٔ ۱۷ ژوئن ۱۹۵۲ در کیتی، ایتالیا - درگذشتهٔ ۲۵ ژوئیه ۲۰۱۸ زوریخ، سوئیس) بازرگان، کارآفرین و مدیر ارشد اجرایی ایتالیایی-کانادایی بود، که مدیرعاملی شرکت خودروسازی فیات را برعهده داشت. او همچنین مدیرعامل و رئیس هیئت مدیره شرکت خودروسازی کرایسلر بود و به‌عنوان رئیس هیئت مدیره شرکت صنایع فیات و مدیرعامل فیات پروفشنال نیز فعالیت می‌نمود.
در پی نجات سریع کمپانی ایتالیایی فیات از ورشکستگی، سپس آغاز سودآوری، پس از گذشت تنها ۲ سال رهبری وی بر این شرکت، در سال ۲۰۰۶ مارکیونه به یکی از مشهورترین مدیران صنعت خودروسازی تبدیل شد.
سپس در سال ۲۰۰۹ گروه خودروسازی آمریکایی کرایسلر نیز در آستانه ورشکستگی به مارکیونه واگذار گردید. با حمایت مالی دولت فدرال ایالات متحده و دولت کانادا، باز هم در کمتر از ۲ سال، نه تنها کرایسلر از ورشکستگی رهایی یافت، بلکه تا پایان ماه مه ۲۰۱۱ کلیه وام‌های گرفته شده از دولت‌های کانادا و ایالات متحده را نیز بازپس داد…!
سرجو مارکیونه علاوه بر شرکت‌های خودروسازی زیرمجموعه گروه فیات، در چندین شرکت و سازمان معتبر نیز به‌عنوان مدیر ارشد عملیاتی فعالیت می‌کرد، که از جمله آنها می‌توان به: ریاست هیئت مدیره شرکت سوئیسی اس‌جی‌اس، عضو هیئت مدیره کمپانی فیلیپ موریس و معاون رئیس هیئت مدیره گروه بانکداری سوئیسی یوبی‌اس اشاره نمود. بعد از اینکه سرجیو از سمت خود کنار کشید در ۲۵ ژوئیه ۲۰۱۸، درگذشت.